# 지역특화발전특구기획단
지역특화발전특구기획단(地域特化發展特區企劃團)은 지방자치단체가 타 지역과 차별화된 특화발전 전략을 자율적으로 추진할 수 있도록 돕기 위해 설립된 대한민국 지식경제부 소속기관으로 지역특화발전특구기획단장은 서기관(4급)으로 보한다. 경기도 과천시 교육원길 96번길 기술표준원 5동에 위치하고 있으로 2013년 세종특별자치시로 이전할 예정이다. 현재는 대한민국 중소기업청 관할로 이관어, 지역특화발전특구위원회로 운영중이다.

## 관련 법률
- 지역특화발전특구에 대한 규제특례법

## 연혁
- 2003년 11월 18일 지역특화발전특구법안 국무회의 통과
- 2004년 3월 2일 지역특화발전특구법안 국회 본회의 통과

- 국회는 법 명칭을「지역특화발전특구법」에서「지역특화발전특구에 대한 규제특례법」으로 수정
- 2004년 3월 22일 지역특화발전특구에 대한 규제특례법 공포 (법률 제07192호)
- 2004년 9월 23일 지역특화발전특구에 대한 규제특례법·시행령·시행규칙 공포
- 2004년 11월 3일 재정경제부 직제 개정으로 지역특화발전특구기획단 공식 출범[5]
- 2008년 2월 29일 정부조직개편에 따라 지역특화발전특구기획단의 기능이 재정경제부에서 지식경제부로 이관
- 2013년 3월 23일 정부조직개편에 따라 지역특화발전특구기획단의 기능이 지식경제부에서 중소기업청으로 이관

## 같이 보기
- 지역특화발전특구위원회